# NGC 3774
NGC 3774 is een balkspiraalstelsel in het sterrenbeeld Beker. Het hemelobject werd in 1886 ontdekt door de Amerikaanse astronoom Francis Preserved Leavenworth.

## Synoniemen
- MCG -1-30-16
- PGC 36058